# Championnat de France féminin de handball 2017-2018
Navigation
2016-2017 2018-2019
| \| Issy-les-Mlx Metz Toulon Besançon Fleury-les-A. Nantes Dijon Nice Brest Chambray Le Havre Bourg-de-Péage \| Localisation des clubs engagés dans le championnat. En rouge, le champion. |
| Issy-les-Mlx Metz Toulon Besançon Fleury-les-A. Nantes Dijon Nice Brest Chambray Le Havre Bourg-de-Péage                                                                                  |

La saison 2017-2018 de LFH est la soixante-sixième édition du Championnat de France féminin de handball, le premier niveau du handball féminin français. Cette compétition oppose les douze meilleures équipes françaises professionnelles en une série de vingt-deux matches de saison régulière du 30 août 2017 au 31 mars 2018. S'ensuivent jusqu'au 26 mai 2018 des playoffs et des playdowns permettant de décerner le titre et les qualifications européennes ainsi que de désigner l'équipe reléguée en deuxième division.
Metz Handball, tenant du titre, remporte pour la vingt-deuxième fois - et la troisième fois consécutive - le titre de champion de France en dominant en finale le Brest Bretagne Handball, finaliste pour la deuxième saison de suite.

## Formule de la compétition
La phase régulière du championnat de LFH se déroule en une phase aller suivie d’une phase retour formant un total de vingt-deux journées sportives. Douze clubs s’affrontent au cours de la phase régulière du championnat.
A l’issue de la saison régulière du championnat, les équipes classées de la 1re à la 8e place sont qualifiées pour disputer les playoffs qui détermineront l’équipe championne de France. Phases finales du championnat, les playoffs sont des matches aller-retour à élimination directe débutant à partir des quarts de finale. Le vainqueur de la finale des playoffs est qualifié pour la Ligue des champions et l’équipe finaliste se qualifie pour la Coupe de l'EHF.
Les équipes occupant les places 9 à 12 se rencontrent en playdowns, à l’issue desquels la dernière équipe se voit reléguée en Division 2.

## Clubs participants
Légende des couleurs
- Participant à la Ligue des champions
- Participant à la Coupe de l'EHF
- Promu de deuxième division

| Club                             | En LFH depuis | Classement 2016-2017 | Entraîneur                 | Depuis | Salle                                               | Capacité théorique |
| -------------------------------- | ------------- | -------------------- | -------------------------- | ------ | --------------------------------------------------- | ------------------ |
| Metz Handball                    | 1987          | 1er                  | Emmanuel Mayonnade         | 2016   | Palais omnisports Les Arènes                        | 4 525              |
| Brest Bretagne Handball          | 2016          | 2e                   | Laurent Bezeau             | 2013   | Brest Arena                                         | 4 077              |
| Issy Paris Hand                  | 2010          | 3e                   | Arnaud Gandais             | 2016   | Salle Robert Charpentier Stade Pierre-de-Coubertin  | 1 700 4 016        |
| ES Besançon                      | 2015          | 4e                   | Raphaëlle Tervel           | 2015   | Palais des sports de Besançon                       | 3 380              |
| Cercle Dijon Bourgogne           | 2014          | 5e                   | Christophe Maréchal        | 2012   | Palais des sports Jean-Michel Geoffroy              | 3 100              |
| Chambray Touraine Handball       | 2016          | 6e                   | Guillaume Marquès          | 2009   | Gymnase de la Fontaine Blanche                      | 700                |
| Nantes Loire Atlantique Handball | 2013          | 7e                   | Jan Bašný                  | 2014   | Complexe sportif du Vigneau Salle de la Trocardière | 1 640 4 238        |
| Toulon Saint-Cyr HB              | 2008          | 8e                   | Thierry Vincent Sandor Rac | 2009   | Palais des sports Jauréguiberry                     | 4 300              |
| CJF Fleury Loiret                | 2003          | 9e                   | Christophe Cassan          | 2016   | Gymnase Albert Auger Palais des sports d'Orléans    | 646 2 661          |
| OGC Nice Handball                | 2012          | 10e                  | Marjan Kolev               | 2016   | Halle des sports Charles-Ehrmann                    | 1 450              |
| Bourg-de-Péage Drôme Handball    | 2017          | 1er (D2)             | Camille Comte              | 2015   | Complexe Vercors                                    | 1 200              |
| Le Havre AC Handball             | 2017          | 3e (D2)              | Roch Bedos                 | 2015   | Docks Océane                                        | 2 985              |

### Budgets et masses salariales
| Club                            | Budget (en millions d'€) | Budget (en millions d'€) | Budget (en millions d'€) | Budget (en millions d'€) | Masse salariale (en millions d'€) | Masse salariale (en millions d'€) | Masse salariale (en millions d'€) | Masse salariale (en millions d'€) |
| Club                            | 2016-17                  | 2017-18                  | Évolution                | Évolution                | 2016-17                           | 2017-18                           | Évolution                         | Évolution                         |
| ------------------------------- | ------------------------ | ------------------------ | ------------------------ | ------------------------ | --------------------------------- | --------------------------------- | --------------------------------- | --------------------------------- |
| Bourg-de-Péage Drôme Handball P | 0,8                      | 1,12                     | en augmentation          | +40,0 %                  | ?                                 | 0,730                             | -                                 | -                                 |
| Brest Bretagne Handball F       | 2,5                      | 3,65                     | en augmentation          | +46,0 %                  | 1,300                             | 2,15                              | en augmentation                   | +65,4 %                           |
| Cercle Dijon Bourgogne          | 1,0                      | 1,42                     | en augmentation          | +42,0 %                  | 0,421                             | 0,740                             | en augmentation                   | +75,8 %                           |
| Chambray Touraine               | 1,1                      | 1,24                     | en augmentation          | +12,7 %                  | 0,660                             | 0,947                             | en augmentation                   | +43,5 %                           |
| ES Besançon                     | 1,3                      | 1,44                     | en augmentation          | +10,8 %                  | 0,720                             | 0,794                             | en augmentation                   | +10,3 %                           |
| Fleury Loiret                   | 2,0                      | 1,52                     | en diminution            | -24,0 %                  | 0,740                             | 1,12                              | en augmentation                   | +51,4 %                           |
| Issy Paris Hand                 | 1,7                      | 2,07                     | en augmentation          | +21,8 %                  | 0,550                             | 1,28                              | en augmentation                   | +132,7 %                          |
| Le Havre AC Handball P          | 0,9                      | 0,95                     | en augmentation          | +05,6 %                  | ?                                 | 0,630                             | -                                 | -                                 |
| Metz Handball T                 | 2,3                      | 2,41                     | en augmentation          | +04,8 %                  | 0,925                             | 1,62                              | en augmentation                   | +75,1 %                           |
| Nantes Loire Atlantique         | 1,3                      | 1,45                     | en augmentation          | +11,5 %                  | 0,831                             | 1,13                              | en augmentation                   | +36,0 %                           |
| OGC Nice                        | 1,3                      | 1,18                     | en diminution            | -09,2 %                  | 0,650                             | 0,893                             | en augmentation                   | +37,4 %                           |
| Toulon Saint-Cyr                | 1,4                      | 1,83                     | en augmentation          | +30,7 %                  | 0,950                             | 1,17                              | en augmentation                   | +23,2 %                           |
| Budget moyen                    | 1,5                      | 1,69                     | en augmentation          | +12,7 %                  |                                   |                                   |                                   |                                   |
| Budget médian                   | 1,3                      | 1,45                     | en augmentation          | +11,5 %                  |                                   |                                   |                                   |                                   |

Légende : T : tenant du titre, F : finaliste 2016-2017, P : promu de division 2.

## Saison régulière

### Classement
|    | Équipe                          | Pts | J  | G  | N | P  | Bp  | Bc  | Diff | Dép |
| -- | ------------------------------- | --- | -- | -- | - | -- | --- | --- | ---- | --- |
| 1  | Metz Handball T, C              | 65  | 22 | 21 | 1 | 0  | 689 | 492 | 197  | -   |
| 2  | Brest Bretagne Handball F       | 55  | 22 | 15 | 3 | 4  | 580 | 507 | 73   | -   |
| 3  | Issy Paris Hand                 | 53  | 22 | 14 | 3 | 5  | 617 | 547 | 70   | +10 |
| 4  | OGC Nice CA HB                  | 53  | 22 | 14 | 3 | 5  | 575 | 526 | 49   | -10 |
| 5  | Nantes LAH                      | 50  | 22 | 14 | 0 | 8  | 556 | 538 | 18   | -   |
| 6  | ES Besançon                     | 42  | 22 | 8  | 4 | 10 | 531 | 533 | -2   | -   |
| 7  | CJF Fleury Loiret               | 40  | 22 | 8  | 2 | 12 | 563 | 604 | -41  | -   |
| 8  | Chambray Touraine Handball      | 37  | 22 | 7  | 1 | 14 | 520 | 551 | -31  | +8  |
| 9  | Toulon Saint-Cyr VHB            | 37  | 22 | 7  | 1 | 14 | 517 | 582 | -65  | -8  |
| 10 | Bourg-de-Péage Drôme Handball P | 36  | 22 | 6  | 2 | 14 | 587 | 666 | -79  | -   |
| 11 | Le Havre AC Handball P          | 30  | 22 | 4  | 0 | 18 | 514 | 610 | -96  | -   |
| 12 | Cercle Dijon Bourgogne -5       | 25  | 22 | 3  | 2 | 17 | 500 | 593 | -93  | -   |

|    | Qualification aux playoffs                                                                                                |
|    | Participation aux playdowns                                                                                               |
| T  | Tenant du titre 2016-2017                                                                                                 |
| F  | Finaliste de la saison 2016-2017                                                                                          |
| P  | Promu de Division 2 2016-2017                                                                                             |
| C  | Vainqueur de la coupe de France 2016-2017                                                                                 |
| -5 | Par décision de la commission contentieuse de la CNCG du 17/11/2017, le club a été sanctionné de -5 points au classement. |

### Évolution du classement
| Club               | 1  | 2  | 3  | 4  | 5  | 6  | 7  | 8  | 9  | 10 | 11 | 12 | 13 | 14 | 15 | 16 | 17 | 18 | 19 | 20 | 21 | 22 |
| ------------------ | -- | -- | -- | -- | -- | -- | -- | -- | -- | -- | -- | -- | -- | -- | -- | -- | -- | -- | -- | -- | -- | -- |
| Besançon           | 4  | 7  | 4  | 6  | 6  | 7  | 6  | 7  | 8  | 7  | 7  | 7  | 7  | 7  | 7  | 7  | 7  | 7  | 7  | 6  | 6  | 6  |
| Bourg-de-Péage     | 12 | 12 | 12 | 12 | 12 | 12 | 12 | 12 | 12 | 10 | 11 | 11 | 11 | 11 | 11 | 11 | 10 | 10 | 10 | 10 | 10 | 10 |
| Brest              | 6  | 4  | 3  | 2  | 3  | 3  | 3  | 2  | 2  | 2  | 2  | 2  | 2  | 2  | 2  | 2  | 2  | 2  | 2  | 2  | 3  | 2  |
| Chambray-lès-Tours | 2  | 3  | 2  | 4  | 5  | 6  | 8  | 8  | 7  | 8  | 8  | 8  | 8  | 8  | 9  | 9  | 9  | 9  | 9  | 9  | 9  | 8  |
| Dijon              | 9  | 11 | 11 | 11 | 11 | 11 | 11 | 11 | 11 | 12 | 12 | 12 | 12 | 12 | 12 | 12 | 12 | 12 | 12 | 12 | 12 | 12 |
| Fleury-les-Aubrais | 3  | 6  | 7  | 9  | 7  | 8  | 7  | 6  | 6  | 6  | 6  | 4  | 6  | 6  | 6  | 6  | 6  | 6  | 6  | 7  | 7  | 7  |
| Issy Paris         | 1  | 2  | 5  | 3  | 2  | 2  | 2  | 3  | 5  | 5  | 5  | 5  | 5  | 4  | 4  | 4  | 4  | 4  | 5  | 5  | 4  | 3  |
| Le Havre           | 10 | 5  | 8  | 10 | 9  | 10 | 10 | 10 | 10 | 11 | 10 | 10 | 10 | 10 | 10 | 10 | 11 | 11 | 11 | 11 | 11 | 11 |
| Metz               | 5  | 1  | 1  | 1  | 1  | 1  | 1  | 1  | 1  | 1  | 1  | 1  | 1  | 1  | 1  | 1  | 1  | 1  | 1  | 1  | 1  | 1  |
| Nantes             | 7  | 8  | 9  | 8  | 10 | 5  | 5  | 5  | 4  | 4  | 4  | 6  | 4  | 5  | 5  | 5  | 5  | 5  | 4  | 4  | 5  | 5  |
| Nice               | 8  | 9  | 6  | 5  | 4  | 4  | 4  | 4  | 3  | 3  | 3  | 3  | 3  | 3  | 3  | 3  | 3  | 3  | 3  | 3  | 2  | 4  |
| Toulon Saint-Cyr   | 11 | 10 | 10 | 7  | 8  | 9  | 9  | 9  | 9  | 9  | 9  | 9  | 9  | 9  | 8  | 8  | 8  | 8  | 8  | 8  | 8  | 9  |

Légende :  : premier,   : playoffs,   : playdowns.

### Calendrier et résultats
| Résultats (dom.\ext.)                                      | BES   | BDP   | BRE   | CHA   | DIJ   | FLE   | ISS   | LEH   | MET   | NAN   | NIC   | TOU   |
| Besançon                                                   |       | 31-23 | 24-24 | 24-28 | 20-20 | 20-23 | 25-18 | 30-21 | 27-28 | 26-32 | 26-25 | 26-20 |
| Bourg-de-Péage                                             | 28-27 |       | 24-33 | 28-24 | 27-30 | 29-29 | 28-35 | 35-27 | 26-32 | 24-34 | 28-40 | 28-26 |
| Brest                                                      | 25-18 | 33-22 |       | 28-21 | 22-21 | 29-26 | 24-24 | 27-22 | 26-30 | 29-22 | 23-23 | 21-22 |
| Chambray-lès-Tours                                         | 18-19 | 24-22 | 17-22 |       | 30-24 | 34-19 | 16-24 | 23-22 | 20-27 | 18-21 | 24-24 | 27-20 |
| Dijon                                                      | 23-24 | 25-26 | 20-27 | 25-22 |       | 28-28 | 20-31 | 29-31 | 17-32 | 21-28 | 21-24 | 24-25 |
| Fleury-les-Aubrais                                         | 23-29 | 29-27 | 22-31 | 27-25 | 27-23 |       | 24-26 | 27-21 | 27-37 | 27-24 | 24-25 | 27-22 |
| Issy Paris                                                 | 26-26 | 26-27 | 25-30 | 32-23 | 30-17 | 31-30 |       | 31-23 | 30-30 | 32-28 | 36-27 | 34-25 |
| Le Havre                                                   | 28-24 | 36-31 | 23-29 | 28-26 | 22-29 | 23-26 | 24-30 |       | 19-31 | 17-19 | 18-19 | 23-25 |
| Metz                                                       | 26-20 | 37-25 | 28-25 | 31-20 | 36-19 | 33-28 | 33-21 | 31-18 |       | 38-23 | 32-20 | 35-17 |
| Nantes                                                     | 28-20 | 29-24 | 19-21 | 27-24 | 28-21 | 28-27 | 23-22 | 25-21 | 23-30 |       | 22-26 | 29-22 |
| Nice                                                       | 24-23 | 30-30 | 26-21 | 29-27 | 27-18 | 29-24 | 26-27 | 34-19 | 20-24 | 25-20 |       | 25-17 |
| Toulon Saint-Cyr                                           | 22-22 | 29-25 | 28-30 | 28-29 | 26-25 | 30-19 | 18-26 | 29-28 | 21-28 | 23-24 | 22-27 |       |
| - Victoire à domicile - Match nul - Victoire à l'extérieur |       |       |       |       |       |       |       |       |       |       |       |       |

### Classements annexes

#### Domicile et extérieur
|    | Équipe                        | Pts | J  | G  | N | P | Bp  | Bc  | Diff |
| -- | ----------------------------- | --- | -- | -- | - | - | --- | --- | ---- |
| 1  | Metz Handball                 | 33  | 11 | 11 | 0 | 0 | 360 | 236 | 124  |
| 2  | OGC Nice CA HB                | 28  | 11 | 8  | 1 | 2 | 295 | 250 | 45   |
| 3  | Issy Paris Hand               | 27  | 11 | 7  | 2 | 2 | 333 | 286 | 47   |
| 4  | Brest Bretagne Handball       | 27  | 11 | 7  | 2 | 2 | 287 | 251 | 36   |
| 5  | Nantes LAH                    | 27  | 11 | 8  | 0 | 3 | 281 | 258 | 23   |
| 6  | ES Besançon                   | 23  | 11 | 5  | 2 | 4 | 279 | 262 | 17   |
| 7  | CJF Fleury Loiret Handball    | 23  | 11 | 6  | 0 | 5 | 284 | 290 | -6   |
| 8  | Chambray Touraine Handball    | 22  | 11 | 5  | 1 | 5 | 251 | 244 | 7    |
| 9  | Toulon Saint-Cyr VHB          | 20  | 11 | 4  | 1 | 6 | 276 | 283 | -7   |
| 10 | Bourg-de-Péage Drôme Handball | 20  | 11 | 4  | 1 | 6 | 305 | 337 | -32  |
| 11 | Le Havre AC Handball          | 17  | 11 | 3  | 0 | 8 | 261 | 289 | -28  |
| 12 | Cercle Dijon Bourgogne        | 14  | 11 | 1  | 1 | 9 | 253 | 298 | -45  |

|    | Équipe                        | Pts | J  | G  | N | P  | Bp  | Bc  | Diff |
| -- | ----------------------------- | --- | -- | -- | - | -- | --- | --- | ---- |
| 1  | Metz Handball                 | 32  | 11 | 10 | 1 | 0  | 329 | 256 | 73   |
| 2  | Brest Bretagne Handball       | 28  | 11 | 8  | 1 | 2  | 293 | 256 | 37   |
| 3  | Issy Paris Hand               | 26  | 11 | 7  | 1 | 3  | 284 | 261 | 23   |
| 4  | OGC Nice CA HB                | 25  | 11 | 6  | 2 | 3  | 280 | 276 | 4    |
| 5  | Nantes LAH                    | 23  | 11 | 6  | 0 | 5  | 275 | 280 | -5   |
| 6  | ES Besançon                   | 19  | 11 | 3  | 2 | 6  | 252 | 271 | -19  |
| 7  | CJF Fleury Loiret Handball    | 17  | 11 | 2  | 2 | 7  | 279 | 314 | -35  |
| 8  | Toulon Saint-Cyr VHB          | 17  | 11 | 3  | 0 | 8  | 241 | 299 | -58  |
| 9  | Bourg-de-Péage Drôme Handball | 16  | 11 | 2  | 1 | 8  | 282 | 329 | -47  |
| 10 | Cercle Dijon Bourgogne        | 16  | 11 | 2  | 1 | 8  | 247 | 295 | -48  |
| 11 | Chambray Touraine Handball    | 15  | 11 | 2  | 0 | 9  | 269 | 307 | -38  |
| 12 | Le Havre AC Handball          | 13  | 11 | 1  | 0 | 10 | 253 | 321 | -68  |

## Phases finales

### Playoffs
Pour chaque confrontation, le match aller se joue sur le terrain de l'équipe la moins bien classée de la phase régulière , le match retour est accueilli par la mieux classée de la phase régulière .
|  | Quarts de finale    | Quarts de finale           | Quarts de finale        | Quarts de finale        |    |                         | Demi-finales            | Demi-finales            | Demi-finales                  | Demi-finales                  |                               |                               | Finale       | Finale       | Finale       | Finale       |
|  |                     |                            |                         |                         |    |                         |                         |                         |                               |                               |                               |                               |              |              |              |              |
|  | 14 et 20 avril 2018 | 14 et 20 avril 2018        | 14 et 20 avril 2018     | 14 et 20 avril 2018     |    |                         | 28 avril et 16 mai 2018 | 28 avril et 16 mai 2018 | 28 avril et 16 mai 2018       | 28 avril et 16 mai 2018       |                               |                               | 23 et 26 mai | 23 et 26 mai | 23 et 26 mai | 23 et 26 mai |
|  | 14 et 20 avril 2018 | 14 et 20 avril 2018        | 14 et 20 avril 2018     | 14 et 20 avril 2018     |    |                         | 28 avril et 16 mai 2018 | 28 avril et 16 mai 2018 | 28 avril et 16 mai 2018       | 28 avril et 16 mai 2018       |                               |                               | 23 et 26 mai | 23 et 26 mai | 23 et 26 mai | 23 et 26 mai |
|  | 6e                  | ES Besançon                | 30                      | 17                      |    |                         | 28 avril et 16 mai 2018 | 28 avril et 16 mai 2018 | 28 avril et 16 mai 2018       | 28 avril et 16 mai 2018       |                               |                               | 23 et 26 mai | 23 et 26 mai | 23 et 26 mai | 23 et 26 mai |
|  | 6e                  | ES Besançon                | 30                      | 17                      |    |                         | 28 avril et 16 mai 2018 | 28 avril et 16 mai 2018 | 28 avril et 16 mai 2018       | 28 avril et 16 mai 2018       |                               |                               | 23 et 26 mai | 23 et 26 mai | 23 et 26 mai | 23 et 26 mai |
|  | 3e                  | Issy Paris Hand            | 25                      | 18                      |    |                         | 28 avril et 16 mai 2018 | 28 avril et 16 mai 2018 | 28 avril et 16 mai 2018       | 28 avril et 16 mai 2018       |                               |                               | 23 et 26 mai | 23 et 26 mai | 23 et 26 mai | 23 et 26 mai |
|  | 3e                  | Issy Paris Hand            | 25                      | 18                      | 6e | ES Besançon             | 25                      | 21                      |                               |                               |                               |                               | 23 et 26 mai | 23 et 26 mai | 23 et 26 mai | 23 et 26 mai |
|  | 15 et 21 avril 2018 |                            |                         |                         | 6e | ES Besançon             | 25                      | 21                      |                               |                               |                               |                               | 23 et 26 mai | 23 et 26 mai | 23 et 26 mai | 23 et 26 mai |
|  |                     |                            | 2e                      | Brest Bretagne Handball | 21 | 33                      |                         |                         |                               |                               |                               |                               | 23 et 26 mai | 23 et 26 mai | 23 et 26 mai | 23 et 26 mai |
|  | 7e                  | CJF Fleury Loiret          | 2e                      | Brest Bretagne Handball | 21 | 33                      | 24                      | 28                      |                               |                               |                               |                               | 23 et 26 mai | 23 et 26 mai | 23 et 26 mai | 23 et 26 mai |
|  | 7e                  | CJF Fleury Loiret          | 28 avril et 16 mai 2018 |                         |    |                         | 24                      | 28                      |                               |                               |                               |                               | 23 et 26 mai | 23 et 26 mai | 23 et 26 mai | 23 et 26 mai |
|  | 2e                  | Brest Bretagne Handball    | 30                      | 28                      |    |                         |                         |                         |                               |                               |                               |                               | 23 et 26 mai | 23 et 26 mai | 23 et 26 mai | 23 et 26 mai |
|  | 2e                  | Brest Bretagne Handball    | 30                      | 28                      | 2e | Brest Bretagne Handball | 25                      | 26                      |                               |                               |                               |                               |              |              |              |              |
|  | 14 et 20 avril 2018 |                            |                         |                         | 2e | Brest Bretagne Handball | 25                      | 26                      |                               |                               |                               |                               |              |              |              |              |
|  |                     |                            | 1er                     | Metz Handball           | 29 | 24                      |                         |                         |                               |                               |                               |                               |              |              |              |              |
|  | 5e                  | Nantes LAH                 | 1er                     | Metz Handball           | 29 | 24                      | 23                      | 19                      |                               |                               |                               |                               |              |              |              |              |
|  | 5e                  | Nantes LAH                 |                         |                         |    |                         |                         |                         |                               |                               |                               |                               |              |              |              |              |
|  | 4e                  | OGC Nice CA HB             | 22                      | 19                      |    |                         |                         |                         |                               |                               |                               |                               |              |              |              |              |
|  | 4e                  | OGC Nice CA HB             | 22                      | 19                      | 5e | Nantes LAH              | 25                      | 23                      | Match pour la troisième place | Match pour la troisième place | Match pour la troisième place | Match pour la troisième place |              |              |              |              |
|  | 18 et 21 avril 2018 |                            |                         |                         | 5e | Nantes LAH              | 25                      | 23                      | Match pour la troisième place | Match pour la troisième place | Match pour la troisième place | Match pour la troisième place |              |              |              |              |
|  |                     |                            | 1er                     | Metz Handball           | 32 | 37                      |                         |                         | 19 et 26 mai                  | 19 et 26 mai                  | 19 et 26 mai                  | 19 et 26 mai                  |              |              |              |              |
|  | 8e                  | Chambray Touraine Handball | 1er                     | Metz Handball           | 32 | 37                      | 19                      | 29                      | 19 et 26 mai                  | 19 et 26 mai                  | 19 et 26 mai                  | 19 et 26 mai                  |              |              |              |              |
|  | 8e                  | Chambray Touraine Handball |                         |                         |    |                         |                         | 29                      |                               |                               | 6e                            | ES Besançon                   | 27           | 20           |              |              |
|  | 1er                 | Metz Handball              | 34                      | 39                      |    |                         |                         |                         |                               |                               | 6e                            | ES Besançon                   | 27           | 20           |              |              |
|  | 1er                 | Metz Handball              | 34                      | 39                      | 5e | Nantes LAH              | 20                      | 21                      |                               |                               |                               |                               |              |              |              |              |
|  |                     |                            |                         |                         |    |                         |                         |                         |                               |                               |                               |                               |              |              |              |              |

### Matchs de classement de la5eà8eplace
Les équipes éliminées en quarts de finale des playoffs disputent des matches de classement pour attribuer les cinquième, sixième, septième et huitième places. À l'instar des playoffs, pour chaque double confrontation le match aller se joue sur le terrain du moins bien classé en saison régulière, le retour chez le mieux classé.
|  | Demi-finales de classement | Demi-finales de classement | Demi-finales de classement | Demi-finales de classement |                        |                | Match pour la 5e place | Match pour la 5e place | Match pour la 5e place | Match pour la 5e place |
|  |                            |                            |                            |                            |                        |                |                        |                        |                        |                        |
|  | 27 avril et 11 mai 2018    | 27 avril et 11 mai 2018    | 27 avril et 11 mai 2018    | 27 avril et 11 mai 2018    |                        |                | 18 et 27 mai 2018      | 18 et 27 mai 2018      | 18 et 27 mai 2018      | 18 et 27 mai 2018      |
|  | 8e                         | Chambray Touraine Handball | 25                         | 22                         |                        |                | 18 et 27 mai 2018      | 18 et 27 mai 2018      | 18 et 27 mai 2018      | 18 et 27 mai 2018      |
|  | 8e                         | Chambray Touraine Handball | 25                         | 22                         |                        |                | 18 et 27 mai 2018      | 18 et 27 mai 2018      | 18 et 27 mai 2018      | 18 et 27 mai 2018      |
|  | 4e                         | OGC Nice CA HB             | 23                         | 36                         |                        |                | 18 et 27 mai 2018      | 18 et 27 mai 2018      | 18 et 27 mai 2018      | 18 et 27 mai 2018      |
|  | 4e                         | OGC Nice CA HB             | 23                         | 36                         | 4e                     | OGC Nice CA HB | 26                     | 22                     |                        |                        |
|  | 28 avril et 9 mai 2018     |                            |                            |                            | 4e                     | OGC Nice CA HB | 26                     | 22                     |                        |                        |
|  |                            |                            | 3e                         | Issy Paris Hand            | 35                     | 25             |                        |                        |                        |                        |
|  | 7e                         | CJF Fleury Loiret          | 3e                         | Issy Paris Hand            | 35                     | 25             | 20                     | 22                     |                        |                        |
|  | 7e                         | CJF Fleury Loiret          |                            |                            |                        |                |                        | 22                     |                        |                        |
|  | 3e                         | Issy Paris Hand            | 26                         | 34                         |                        |                |                        |                        |                        |                        |
|  | 3e                         | Issy Paris Hand            | 26                         | 34                         | Match pour la 7e place |                |                        |                        |                        |                        |
|  |                            |                            |                            |                            |                        |                |                        |                        |                        |                        |
|  | 18 et 26 mai 2018          |                            |                            |                            |                        |                |                        |                        |                        |                        |
|  | 8e                         | Chambray Touraine Handball | 25                         | 33                         |                        |                |                        |                        |                        |                        |
|  | 8e                         | Chambray Touraine Handball | 25                         | 33                         |                        |                |                        |                        |                        |                        |
|  | 7e                         | CJF Fleury Loiret          | 25                         | 33                         |                        |                |                        |                        |                        |                        |
|  | 7e                         | CJF Fleury Loiret          | 25                         | 33                         |                        |                |                        |                        |                        |                        |

### Playdowns
Les clubs classés aux places 9 à 12 à l’issue de la phase régulière constituent une nouvelle poule avec une répartition initiale des points de respectivement 4, 3, 2 et 0 point(s). À l'issue des playdowns, le 
club classé dernier est relégué en Division 2.
|    | Équipe                           | Pts | J | G | N | P | Bp  | Bc  | Diff |  | Résultats (dom.\ext.)  | TOU   | BDP   | LEH   | DIJ   |
| -- | -------------------------------- | --- | - | - | - | - | --- | --- | ---- |  | ---------------------- | ----- | ----- | ----- | ----- |
| 9  | Toulon Saint-Cyr VHB (+4 points) | 16  | 6 | 3 | 0 | 3 | 157 | 165 | -8   |  | Toulon Saint-Cyr VHB   |       | 22-25 | 28-21 | 36-30 |
| 10 | Bourg-de-Péage DHB P (+3 points) | 15  | 6 | 3 | 0 | 3 | 169 | 160 | 9    |  | Bourg-de-Péage DHB     | 34-27 |       | 30-24 | 31-32 |
| 11 | Cercle Dijon Bourgogne           | 14  | 6 | 4 | 0 | 2 | 168 | 160 | 8    |  | Le Havre AC            | 24-26 | 31-27 |       | 24-25 |
| 12 | Le Havre AC P (+2 points)        | 12  | 6 | 2 | 0 | 4 | 153 | 162 | -9   |  | Cercle Dijon Bourgogne | 31-18 | 24-22 | 26-29 |       |

## Classement final
| Rang | Équipe                     | SR  |
| ---- | -------------------------- | --- |
| 1er  | Metz Handball              | 1er |
| 2e   | Brest Bretagne Handball    | 2e  |
| 3e   | ES Besançon                | 6e  |
| 4e   | Nantes LAH                 | 5e  |
| 5e   | Issy Paris Hand            | 3e  |
| 6e   | OGC Nice CA HB             | 4e  |
| 7e   | Chambray Touraine Handball | 8e  |
| 8e   | CJF Fleury Loiret          | 7e  |
| 9e   | Toulon Saint-Cyr VHB       | 9e  |
| 10e  | Bourg-de-Péage DHB P       | 10e |
| 11e  | Cercle Dijon Bourgogne     | 12e |
| 12e  | Le Havre AC P              | 11e |

## Statistiques

### Classement des buteuses
| Rang | Joueuse             | Club               | Buts | Tirs | %    | MJ | Moy. |
| ---- | ------------------- | ------------------ | ---- | ---- | ---- | -- | ---- |
| 1    | Ana Gros            | Metz Handball      | 196  | 292  | 67 % | 28 | 7,0  |
| 2    | Paule Baudouin      | Fleury Loiret      | 160  | 230  | 70 % | 25 | 6,4  |
| 3    | Lois Abbingh        | Issy Paris         | 142  | 244  | 58 % | 26 | 5,5  |
| 4    | Mélissa Agathe      | Fleury Loiret      | 140  | 256  | 55 % | 27 | 5,2  |
| 5    | Marija Janjic       | Bourg-de-Péage DHB | 138  | 255  | 54 % | 28 | 4,9  |
| 6    | Cindy Champion      | Bourg-de-Péage DHB | 138  | 266  | 52 % | 28 | 4,9  |
| 7    | Martina Školková    | Dijon Bourgogne    | 129  | 256  | 50 % | 28 | 4,6  |
| 8    | Ehsan Abdelmalek    | OGC Nice           | 121  | 180  | 67 % | 23 | 5,3  |
| 9    | Tamara Horacek      | Issy Paris         | 120  | 220  | 55 % | 28 | 4,3  |
| 10   | Vanessa Boutrouille | Chambray Touraine  | 117  | 225  | 52 % | 24 | 4,9  |

### Classement des gardiennes
| Rang | Joueuse           | Club           | Arrêts | Tirs | %    | MJ | Moy. |
| ---- | ----------------- | -------------- | ------ | ---- | ---- | -- | ---- |
| 1    | Silje Solberg     | Issy Paris     | 293    | 773  | 38 % | 28 | 10,5 |
| 2    | Adrianna Płaczek  | Fleury Loiret  | 268    | 850  | 32 % | 27 | 9,9  |
| 3    | Cléopâtre Darleux | Brest Bretagne | 264    | 699  | 38 % | 26 | 10,2 |
| 4    | Catherine Gabriel | ES Besançon    | 229    | 680  | 34 % | 25 | 9,2  |
| 5    | Marina Pantic     | Le Havre AC    | 227    | 699  | 32 % | 27 | 8,4  |

### Buts par journée
Ce graphique représente le nombre de buts marqués lors de chaque journée.

### Diffusions télévisées
Voici la liste des équipes ayant été diffusées sur la chaîne BeIn Sports lors de la saison 2017-2018.
| Équipe | Équipe            | Total | SR | PO | Dom. | Ext. |
| ------ | ----------------- | ----- | -- | -- | ---- | ---- |
| 1      | Brest Bretagne    | 7     | 3  | 4  | 5    | 2    |
| 2      | Metz Handball     | 6     | 3  | 3  | 4    | 2    |
| 3      | Issy Paris        | 4     | 4  | 0  | 1    | 3    |
| 3      | ES Besançon       | 4     | 2  | 2  | 2    | 2    |
| 5      | Toulon Saint-Cyr  | 2     | 2  | 0  | 1    | 1    |
| 5      | OGC Nice          | 2     | 2  | 0  | 0    | 2    |
| 5      | Nantes LAH        | 2     | 1  | 1  | 0    | 2    |
| 8      | CJF Fleury Loiret | 1     | 1  | 0  | 1    | 0    |
| Total  | Total             | 14    | 9  | 5  |      |      |

## Récompenses individuelles et distinctions

### Joueuse du mois
| Joueuse du mois |                    |                            |
| Mois            | Joueuse            | Club                       |
| Septembre       | Tamara Horacek     | Issy Paris Hand            |
| Octobre         | Marina Rajčić      | Metz Handball              |
| Novembre        | Grâce Zaadi        | Metz Handball              |
| Janvier         | Szimonetta Planéta | Chambray Touraine Handball |
| Février         | Ana Gros           | Metz Handball              |
| Mars            | Cléopâtre Darleux  | Brest Bretagne Handball    |

### Distinctions individuelles
À l'occasion de la conférence de rentrée de la Ligue féminine de handball qui s'est déroulée le 27 août 2018 à Créteil dans les nouveaux locaux de la Maison du Handball, les distinctions individuelles pour la saison 2017-18 a dévoilé. Les votes des internautes (plus de 111 000) cumulés à ceux des entraîneurs des clubs de la Ligue Féminine de Handball, ont permis de départager les joueuses nommées dans les 13 catégories ouvertes aux votes en fin de saison dernière sur le site HandNews, partenaire du All-Star LFH. Le palmarès est, :
| Distinctions individuelles                             |                                    |                |                                    |
| Meilleure joueuse : Cléopâtre Darleux (Brest Bretagne) |                                    |                |                                    |
| Gardienne de but                                       | Cléopâtre Darleux (Brest Bretagne) | Défenseuse     | Allison Pineau (Brest Bretagne)    |
| Gardienne de but                                       | Catherine Gabriel (ES Besançon)    | Défenseuse     | Béatrice Edwige (Metz Handball)    |
| Gardienne de but                                       | Silje Solberg (Issy Paris)         | Défenseuse     | Linnea Torstenson (OGC Nice)       |
| Ailière gauche                                         | Manon Houette (Metz Handball)      | Ailière droite | Pauline Coatanea (Brest Bretagne)  |
| Ailière gauche                                         | Chloé Bouquet (ES Besançon)        | Ailière droite | Blandine Dancette (Nantes LAH)     |
| Ailière gauche                                         | Paule Baudouin (Fleury Loiret)     | Ailière droite | Carmen Martín (OGC Nice)           |
| Arrière gauche                                         | Xenia Smits (Metz Handball)        | Arrière droite | Ana Gros (Metz Handball)           |
| Arrière gauche                                         | Kalidiatou Niakaté (Nantes LAH)    | Arrière droite | Marta Mangué (Brest Bretagne)      |
| Arrière gauche                                         | Lois Abbingh (Issy Paris)          | Arrière droite | Cindy Champion (Bourg-de-Péage)    |
| Demi-centre                                            | Grâce Zaadi (Metz Handball)        | Pivot          | Crina Pintea (Issy Paris)          |
| Demi-centre                                            | Ehsan Abdelmalek (OGC Nice)        | Pivot          | Slađana Pop-Lazić (Brest Bretagne) |
| Demi-centre                                            | Mélissa Agathe (Fleury Loiret)     | Pivot          | Laurisa Landre (Metz Handball)     |
| Espoir                                                 | Karichma Ekoh (Nantes LAH)         | Entraîneur     | Emmanuel Mayonnade (Metz Handball) |
| Espoir                                                 | Orlane Kanor (Metz Handball)       | Entraîneur     | Laurent Bezeau (Brest Bretagne)    |
| Espoir                                                 | Jannela Blonbou (OGC Nice)         | Entraîneur     | Raphaëlle Tervel (ES Besançon)     |

La veille, les résultats des quatre catégories “non-officielles” ont été annoncées :
- Meilleure recrue française de la saison : Manon Houette (Metz Handball, 62 %) devance  Sabrina Zazai (Toulon, 20 %) et Tamara Horacek (Issy-Paris, 18 %)
- Meilleure recrue étrangère de la saison : la suédoise Louise Sand (Brest Bretagne, 55 %) devance Szimonetta Planéta (Chambray, 19 %) et Monika Rajnohová (Le Havre, 25 %)
- Meilleur public de LFH : Brest Bretagne Handball (51 %)

## Clubs engagés en Coupe d'Europe

### Ligue des Champions
| Équipe                  | Qualifications       | Qualifications       | Phase de groupes | Phase de groupes | Tour principal            | Tour principal            | Playoffs                  | Playoffs                  | Bilan général     |
| Équipe                  | Résultat             | Vic - Nul - Déf      | Résultat         | Vic - Nul - Déf  | Résultat                  | Vic - Nul - Déf           | Stade                     | Vic - Nul - Déf           | Vic - Nul - Déf   |
| ----------------------- | -------------------- | -------------------- | ---------------- | ---------------- | ------------------------- | ------------------------- | ------------------------- | ------------------------- | ----------------- |
| Brest Bretagne Handball | Directement qualifié | Directement qualifié | 4e groupe B      | 0 - 0 - 6 (0 %)  | Reversé en Coupe de l'EHF | Reversé en Coupe de l'EHF | Reversé en Coupe de l'EHF | Reversé en Coupe de l'EHF | 0 - 0 - 6 (0 %)   |
| Metz Handball           | Directement qualifié | Directement qualifié | 1er groupe D     | 5 - 0 - 1 (83 %) | 2e groupe 2               | 4 - 0 - 2 (67 %)          | Quart de finale           | 1 - 0 - 1 (50 %)          | 10 - 0 - 4 (71 %) |

### Coupe de l'EHF
| Équipe                  | Qualifications       | Qualifications      | Phase de groupes | Phase de groupes | Playoffs        | Playoffs         | Bilan général    |
| Équipe                  | Résultat             | Vic - Nul - Déf     | Résultat         | Vic - Nul - Déf  | Stade           | Vic - Nul - Déf  | Vic - Nul - Déf  |
| ----------------------- | -------------------- | ------------------- | ---------------- | ---------------- | --------------- | ---------------- | ---------------- |
| Issy Paris Hand         | Vainqueur au 3e tour | 3 - 0 - 1 (75 %)    | 3e groupe B      | 2 - 1 - 3 (33 %) | Éliminé         | Éliminé          | 5 - 1 - 4 (50 %) |
| ES Besançon             | 3e tour              | 1 - 0 - 3 (25 %)    | Éliminé          | Éliminé          | Éliminé         | Éliminé          | 1 - 0 - 3 (25 %) |
| Cercle Dijon Bourgogne  | 2e tour              | 2 - 0 - 2 (50 %)    | Éliminé          | Éliminé          | Éliminé         | Éliminé          | 2 - 0 - 2 (50 %) |
| Brest Bretagne Handball | Ligue des champions  | Ligue des champions | 1er groupe A     | 4 - 0 - 2 (67 %) | Quart de finale | 1 - 0 - 1 (50 %) | 5 - 0 - 3 (63 %) |

## Bilan de la saison
| Tableau d'honneur de la saison 2017-2018 |                                     |
| Compétition                              | Vainqueur                           |
| Championnat de France                    | Metz Handball                       |
| Coupe de France                          | Brest Bretagne Handball             |
| Qualifications européennes 2018-2019     |                                     |
| Compétition                              | Qualifiés                           |
| Ligue des champions                      | Metz Handball                       |
| Ligue des champions                      | Brest Bretagne Handball (Wild-card) |
| Coupe de l'EHF                           | Nantes LAH                          |
| Coupe de l'EHF                           | ES Besançon                         |
| Coupe de l'EHF                           | Issy Paris Hand (Wild-card)         |
| Promotions et relégations                |                                     |
| Relégué en Division 2                    | Le Havre AC Handball                |
| Promu de Division 2                      | HBCSA Porte du Hainaut              |